# Mutimir
 (août 2024).
Si vous disposez d'ouvrages ou d'articles de référence ou si vous connaissez des sites web de qualité traitant du thème abordé ici, merci de compléter l'article en donnant les références utiles à sa vérifiabilité et en les liant à la section « Notes et références ».
Mutimir Vlastimirović, en serbe cyrillique Мутимир, souverain de Serbie de 860 à 891, est le fils aîné de Vlastimir. En serbe, Vlastimirović signifie « fils de Vlastimir ». Il eut lui-même trois fils, Pribislav, Brana, et Stefan

## Conversion des Serbes au christianisme
Paradoxalement, c'est sous son règne que les Serbes basculèrent dans la chrétienté, alors que son père Vlastimir avait été libéré de l'autorité de Constantinople par la révolte anti-byzantine et anti-chrétienne. Il profita donc du renouveau chrétien pour convertir son peuple et lui-même, et pour consolider son pouvoir.
Vasili Ier, après avoir converti la Paganie, partit prêcher vers l'intérieur des terres serbes, la Rascie et la Serbie. On date la conversion des Serbes entre 867 et 870, et c'est dans cette période que l'on constate une explosion des prénoms chrétiens parmi les Serbes. Comme le fils de Mutimir, Stefan (en français Stéphane ou Étienne) ou encore le fils de Gojnikov, Petar (en français Pierre). On a aussi des documents de l'époque où le patriarche d'Occident demandait au « prince slave Mutimir » de se rendre auprès de l'évêque de la Pannonie qui avait à l'époque son siège dans la ville de Sremska Mitrovica, aujourd’hui dans le nord de la Serbie.

## Mutimir etBorisIerde Bulgarie
Vers 865, le tsar Boris Ier de Bulgarie attaque la Serbie dans le but de venger la défaite de son père Pressiyan Ier.
Mutimir et ses deux frères préparent la Serbie à l'assaut de Boris qui avait déjà vaincu le prince Rastislav du royaume slave de Grande-Moravie et le souverain de la Croatie.
La bataille est une catastrophe pour le tsar Boris, son fils Vladimir, ainsi que tous les boyards survivants à la bataille, sont capturés. Mutimir, en bon diplomate, au lieu de demander des compensations extravagantes, réclame seulement l'abandon par la Bulgarie de toute réclamation sur la Serbie et sur son voisin et frère (à l'époque) croates, afin d'édifier la paix avec son voisin. Les deux nouveaux souverains slaves, récemment chrétiens, s'engagèrent à respecter leur parole devant Dieu, sous la protection de Constantinople.

## Révolte des deux frères et succession
Mutimir avait bien fait d’être bienveillant avec le souverain bulgare, car par la suite, ses frères qui l’avaient aidé à vaincre le khan bulgare, allaient eux-mêmes se révolter contre son autorité.
Strajimir et Gojnik organisèrent une révolte contre leur frère dans le but de la chasse au pouvoir et afin de partager le pouvoir ensemble. La révolte était si bien préparée que l'on peut penser que sans l'aide de Boris Ier, il aurait été battu. Celui-ci, reconnaissant de la bonté de Mutimir, décida de lui prouver lui aussi son attachement à leur nouvelle alliance. Il dépêcha en Serbie une importante armée qui permit à Mutimir de reprendre la situation à son compte. Les deux rebelles hostiles à l'autorité du souverain des Serbes furent livrés au Khan de Bulgarie.
Mutimir garda près de lui, en otage, le fils de Gojnik, Petar. Situation qui ne dura pas très longtemps car Petar s'enfuit très vite en Pannonie croate.
Pour évite toute lutte de pouvoir après sa disparition, Mutimir désigna comme successeur son fils Pribislav.